# La puerta abierta
Pour plus de détails, voir Fiche technique et Distribution.
La puerta abierta est un film espagnol réalisé par Marina Seresesky, sorti en 2016.

## Synopsis
Une prostituée âgée va tenter de changer de vie quand son chemin croise celui d'une petite fille.

## Fiche technique
- Titre : La puerta abierta
- Réalisation : Marina Seresesky
- Scénario : Marina Seresesky
- Musique : Mariano Marín
- Photographie : Roberto Fernández
- Montage : Raúl de Torres
- Production : Sergio Bartolomé, Roberto Fernández, Álvaro Lavín et José Alberto Sánchez
- Société de production : Ad hoc studios, Babilonia Films, Meridional Producciones, Stop & Play et TeleMadrid
- Pays :  Espagne
- Genre : Comédie dramatique
- Durée : 82 minutes
- Dates de sortie : 
  -  Espagne : 2 septembre 2016

## Distribution
- Carmen Machi : Rosa
- Terele Pávez : Antonia
- Asier Etxeandia : Lupita
- Paco Tous : Paco
- Lucía Balas : Lyuba
- Sonia Almarcha : Juana
- Yoima Valdés : Teresa
- Emilio Palacios : Yuri
- Mar Saura : Isabel la policière
- Christian Sánchez : Carlos le policier
- Hugo Ndiaye : Eduardito
- Monika Kowalska : Masha
- Susana Hernáiz : Susana
- Ana Pascual : Charo
- Valentina Medda : Valentina
- Serringe Keita : le père d'Eduardito

## Distinctions
Le film a été nommé pour exu prix Goya